# جان فیلبین
جان فیلبین (به انگلیسی: John Philbin) (زاده ۲۷ آوریل ۱۹۶۰) بازیگر آمریکایی است.
از فیلم‌های معروف او می‌توان به بازی در فیلم نقطه شکست، بازگشت مردگان زنده اشاره کرد.